# Crediti verso clienti
Crediti verso clienti è una voce dell'attivo di stato patrimoniale che indica il valore dei prodotti finiti fatturati e quindi trasferiti di proprietà dall'azienda a terzi, e da questi non ancora pagati; rappresentano quindi un credito dell'azienda verso i propri clienti e, come i diritti vantati verso terzi, sono inseriti nell'attivo di stato patrimoniale. 
Il bilancio evidenzia a parte la eventuale quota di crediti per fatture ancora da emettere verso i clienti.
I crediti inseriti a bilancio devono essere di importo certo ed esigibile; apposite norme contabili regolano la cessione a terzi del credito, pro-solvendo o pro-soluto.
Per quelli che non sono più tali, l'azienda è tenuta a eliminarli dal bilancio evidenziando una perdita su crediti, oppure senza evidenziare una perdita nell'esercizio stesso può movimentare nell'anno/ricostituire un fondo svalutazione crediti se stanziato in precedenza, e che per legge può essere al massimo il 5% del monte crediti complessivo.